# Igra prijestolja (televizijska serija)
Igra prijestolja (eng. Game of Thrones) američka je fantastična dramska televizijska serija autora Davida Benioffa i D. B. Weissa. Radi se o adaptaciji književnog serijala Pjesma leda i vatre (objavljeno je pet romana) autora Georgea R. R. Martina čiji se prvi dio zove Igra prijestolja. Serija se snima u Belfastu te u drugim gradovima Ujedinjenog Kraljevstva, Kanade, Hrvatske, Islanda, Malte, Maroka, Španjolske i SAD-a. Prva epizoda serije emitirana je 17. travnja 2011. godine na televizijskoj mreži HBO. Sedma sezona premijerno se počela prikazivati 16. srpnja 2017. godine na američkom HBO-u odnosno 17. srpnja iste godine na hrvatskoj inačici kanala. Osma i posljednja sezona počela se prikazivati 2019. godine.
Radnjom smještena na izmišljene kontinente Westerosa i Essosa, Igra prijestolja uz pozamašnu glumačku postavu prati nekoliko zapleta od kojih se tri priče smatraju glavnima. Prva se fokusira na željezno prijestolje sedam kraljevina Westerosa i prati isprepletenu mrežu savezništava i suparništava plemenitih obitelji (kuća) koje se bore kako bi zasjele na prijestolje ili kako bi osigurale vlastitu nezavisnost od istoga. Središte druge priče fokusirano je na posljednjeg potomka velike dinastije, prognanog (izbjeglog pred ubojicama) u djetinjstvu koji se sada skriva i nastoji svojoj dinastiji vratiti prijestolje. Dugogodišnje bratstvo kojem je povjerena obrana prijestolja protiv drevnog neprijatelja i legendarnih stvorenja koja žive daleko na sjeveru te nadolazeća zima koja prijeti svim stanovnicima oba kontinenta glavna su okosnica treće priče serije. Kroz "moralno otuđene" likove, serija se bavi pitanjima hijerarhije, religije, odanosti, korupcije, građanskog rata, zločina i kazne.
Igra prijestolja postala je najgledaniji televizijski program HBO-a u povijesti mreže, a privukla je široku i iznimno aktivnu bazu obožavatelja diljem svijeta. Također je pobrala hvalospjeve televizijskih kritičara, poglavito zbog odličnih glumačkih izvedbi, kompleksnih likova, priče, grandioznosti i produkcije premda je učestala upotreba golotinje i nasilja (pogotovo seksualnog nasilja) bila kritizirana. Do danas je Igra prijestolja osvojila rekordnih 38 prestižnih nagrada Emmy, uključujući i nagradu za najbolju seriju dvije godine za redom - 2015. i 2016. godine. Ostala priznanja uključuju tri nagrade Hugo za najbolju dramu (2012. – 2014. godine), nagradu Peabody 2011. godine te četiri nominacije za nagradu Zlatni globus u kategoriji najbolje dramske serije (2012., 2015., 2016. i 2017.). Od članova glumačke postave, Peter Dinklage je za ulogu Tyriona Lannistera osvojio dvije televizijske nagrade Emmy u kategoriji najboljeg sporednog glumca (2011. i 2015. godine) te nagradu Zlatni globus u istoj kategoriji 2012. godine. Nominacije u različitim glumačkim kategorijama za nagradu Emmy do danas su dobili Lena Headey, Emilia Clarke, Kit Harington, Maisie Williams, Diana Rigg i Max von Sydow.

## Pozadina

### Mjesto radnje
Serija Igra prijestolja uglavnom je temeljena na radnji književnog serijala Pjesma leda i vatre smještenog u izmišljeni svijet Sedam kraljevina Westerosa na kontinentu Essos. Kronologija serije prati nasilne borbe raznih dinastija plemenitih kuća za željezno prijestolje, dok se ostale obitelji bore za vlastitu nezavisnost od istoga. Dodatne prijetnje stižu s ledenog sjevera te Essosa s istoka.
Jedan od kreatora serije David Benioff se humoristično našalio da će adaptacija serije ličiti na "Sopranose u Međuzemlju", referirajući se na njezin intrigantan zaplet i mračan prizvuk u svijetu fantazije i zmajeva. Analiza iz 2012. godine koja se bavila brojem smrti po jednoj epizodi televizijske serije postavila je Igru prijestolja na drugo od sveukupno 40 modernih američkih televizijskih serija (prosječni broj smrti po epizodi je bio 14).

### Teme
Seriju Igra prijestolja uglavnom se hvali zbog njezinog portreta tzv. "srednjovjekovnog realizma". Autor George R. R. Martin želio je napisati priču koja više liči na povijesnu fikciju nego na modernu fantaziju, uz manji naglasak na magiju i čarobnjaštvo, a puno veći na bitke, političke intrige te likove vjerujući da bi magija u žanru epske fantazije trebala igrati tek sporednu ulogu. Također je naglasio da "pravi horori ljudske povijesti ne proizlaze iz orka i mračnih lordova, već iz nas samih."
Učestala tema u žanru fantazije je bitka između dobra i zla za koju Martin smatra da ne prikazuje stvarni svijet. Baš kao što su ljudi sposobni biti i dobri i zli u stvarnom životu, Martin u svojem serijalu istražuje pitanja iskupljenja i promjene karaktera. Za razliku od ostalih djela fantazije, serija Igra prijestolja svojoj publici dopušta da razne likove gleda iz nekoliko različitih perspektiva kako bi na taj način i oni za koje se smatra da su negativci mogli ispričati svoju verziju priče. Kreator Benioff je izjavio: "George je žanru fantazije donio znatnu dozu krute realnosti. On je u crno-bijeli svijet praktički uveo sivu zonu."
Glavni likovi serije učestalo pogibaju što kod publike izaziva iznimne tenzije. Serija također učestalo spominje velike gubitke u ljudstvu tijekom ratovanja.

### Inspiracije za seriju (i knjige)
Premda je prva sezona serije vjerna adaptacija prve knjige, kasnije sezone se razlikuju u odnosu na svoje knjižvene predloške. Autor David Benioff je izjavio da je serija "adaptacija kompletnog književnog serijala te da slijedi mapu koju je pred nas stavio George, ali da nije nužno prikazati apsolutno svaki detalj knjige na malom ekranu."
Tom Holland iz magazina The Guardian vjeruje da knjige sa svojim mjestima radnje, likovima i pričom odražavaju događaje iz europske povijesti. Većina Westerosa podsjeća na srednjovjekovnu Europu, od zemalja do kulture, preko intriga, feudalnog sustava, dvoraca i viteških turnira. Glavna inspiracija za knjige bio je engleski Rat ruža (1455. – 1485.) koji se vodio između kuća Lancaster i York, a koje u Martinovoj inačici predstavljaju kuće Lannisterovih i Starkovih. Spletkarošica Cersei podsjeća na Izabelu Francusku, tzv. "ženu-vuk" (1295. – 1385.); Izabela i njezina obitelj (pogotovo način na koji je opisana u seriji povijesnih romana The Accursed Kings autora Mauricea Druona) također su bili Martinova glavna inspiracija.
Holland nadalje ističe da su i ostali povijesni događaji ukorporirani u seriju poput Hadrijanovog zida (koji postaje Martinov zid), legende o Atlantidi (drevna Valyria), Grčke vatre (wildfire), islandskih saga o vikinškom dobu (Željeznorođeni), Mongolskih osvajanja (Dothrakiji), Stogodišnjeg rata (1337. – 1453.) te talijanskog renesansnog doba (cca. 1400. – 1500.). Smatra se da je serija postala popularna djelomično i zbog Martinove vještine spajanja svih navedenih elemenata u neprimjetnu i vrlo uvjerljivu verziju alternativne povijesti. Martin priznaje: "Uzmem povijesne događaje, obrišem im serijski broj i malo 'nabrijem'".

## Glumačka postava i likovi
Serija Igra prijestolja ima pozamašnu glumačku postavu procijenjenu najvećom u povijesti televizijskih serija; tijekom treće sezone sadržavala je 257 glumaca. Godine 2014. nekoliko glumaca iz serije sklopilo je nove ugovore s uključenom sedmom sezonom uz povećanje plaće što ih je navodno učinilo najplaćenijim glumcima na kabelskoj televiziji. Dvije godine kasnije, 2016., određeni glumci ponovno su potpisali nove ugovore, a petero članova glavne glumačke postave dobilo je plaću u iznosu od dva milijuna funti po epizodi za posljednje dvije sezone što ih je učinilo najplaćenijim glumcima na televiziji.
Lord Eddard "Ned" Stark (Sean Bean) na čelu je kuće Stark čiji su članovi uključeni u glavne radnje kroz cijelu seriju. On i njegova supruga Catelyn Tully (Michelle Fairley) imaju petero djece: najstarijeg sina Robba (Richard Madden), zatim kćerke Sansu (Sophie Turner) i Aryju (Maisie Williams) te sinove Brana (Isaac Hempstead-Wright) i najmlađeg Rickona (Art Parkinson). Nedov nezakoniti sin Jon Snow (Kit Harington) i njegov najbolji prijatelj Samwell Tarly (John Bradley) služe u Noćnoj straži pod zapovjednikom Jeorom Mormontom (James Cosmo). Divljaci žive sjeverno od Zida, a među njima se posebno ističu mlada Gilly (Hannah Murray) te ratnici Tormund Giantsbane (Kristofer Hivju) i Ygritte (Rose Leslie).
Ostali likovi koji su povezani s kućom Stark uključuju Nedovog štićenika Theona Greyjoya (Alfie Allen), njegovog podanika Roosea Boltona (Michael McElhatton) te Boltonovog nezakonitog sina Ramsaya Snowa (Iwan Rheon). Robb se zaljubljuje u iscjeliteljicu Talisu Maegyr (Oona Chaplin), a Aryja se sprijateljuje s kovačevim učenikom Gendryjem (Joe Dempsie) te s ubojicom Jaqenom H'gharom (Tom Wlaschiha). Visoka ratnica Brienne od Tartha (Gwendoline Christie) štićenica je Catelyn, a kasnije i Sanse.
U glavnom gradu Westerosa, Kraljevom grudobranu, Nedov prijatelj kralj Robert Baratheon (Mark Addy) nalazi se u braku bez ljubavi s Cersei Lannister (Lena Headey) koja se pak nalazi u (tajnoj) ljubavnoj vezi sa svojim bratom blizancem i kraljosjekom Jamiejem Lannisterom (Nikolaj Coster-Waldau). Cersei ujedno prezire svog mlađeg brata, patuljka Tyriona Lannistera (Peter Dinklage) čija je ljubavnica Shae (Sibel Kekilli), a prijatelj i štićenik Bronn (Jerome Flynn). Cersein otac je lord Tywin Lannister (Charles Dance). Cersei također ima i dva sina: Joffreyja (Jack Gleeson) i Tommena (Dean-Charles Chapman). Joffreyjev čuvar je ratnik Sandor "Pas" Clegane (Rory McCann).
Kraljevo malo vijeće savjetnika uključuje glavnog rizničara lorda Petyra "Brzoprstog" Baelisha (Aidan Gillen) te eunuha lorda Varysa (Conleth Hill). Robertovog brata Stannisa Baratheona (Stephen Dillane) savjetuju strana svećenica Melisandre (Carice van Houten) i bivši krijumčar Davos Seaworth (Liam Cunningham). Bogatu obitelj Tyrell u seriji uglavnom predstavlja Margaery Tyrell (Natalie Dormer). Visoki vrabac (Jonathan Pryce) je vjerski vođa u glavnom gradu. U južnoj prijestolnici, gradu Dorne, Ellaria Sand (Indira Varma) željna je osvetiti se obitelji Lannister.
S druge strane Uskog mora, blizanci Viserys (Harry Lloyd) i Daenerys Targaryen (Emilia Clarke) - prognana djeca posljednjeg kralja originalne dinastije koja je vladala, a koju je s trona zbacio Robert Baratheon - zajedničkim snagama pokušavaju se domoći prijestolja. Daenerys se nalazila u braku s Khalom Drogom (Jason Momoa), vođom nomadskih Dothrakija. Njezinu pratnju sačinjavaju prognani vitez Jorah Mormont (Iain Glen), pomoćnica Missandei (Nathalie Emmanuel) te ratnik Daario Naharis (Michiel Huisman).

## Produkcija

### Koncepcija i razvoj
U siječnju 2006. godine David Benioff, dugogodišnji obožavatelj fantastične fikcije još od malih nogu, preko telefona je razgovarao s agentom književnika Georgea R. R. Martina u vezi serijala Pjesma leda i vatre premda do tada još uvijek nije pročitao niti jednu knjigu. Agent mu je nakon razgovora poslao prve četiri knjige. Nakon što je pročitao prvih stotinu stranica prve knjige, Igra prijestolja, svoj je entuzijazam podijelio s D. B. Weissom te mu predložio da adaptiraju Martinove knjige u televizijsku seriju; Weiss je prvu knjigu završio čitati u roku od "možda 36 sati". Predložili su produkciju serije televizijskoj mreži HBO nakon petosatnog sastanka s Martinom (veteranskim scenaristom) u restoranu na Santa Monica Boulevardu. Prema izjavama Benioffa, on i Weiss su osvojili Martina odgovorom na pitanje "tko je majka Jona Snowa?".

Radio sam u Hollywodu desetak godina - negdje od kraja osamdesetih pa do kraja devedesetih. Bio sam u scenarističkoj ekipi serija Zona sumraka i Ljepotica i zvijer. Sve moje prve verzije bilo kojeg scenarija bile su predugačke ili preopširne. Uvijek sam mrzio proces skraćivanja. I zbog toga sam jednog dana rekao: "Dosadilo mi je ovo, napisati ću nešto što će biti dugačko onoliko koliko ja želim da bude i imat će mnoštvo likova, velike dvorce, bitke i zmajeve."

Prije nego što su mu Benioff i Weiss pristupili, Martin je održavao sastanke s drugim scenaristima od kojih je većina željela njegove knjige pretvoriti u dugometražni film. Međutim, Martin je smatrao da njegove knjige nisu "filmične" odnosno da bi ih bilo nemoguće prenijeti na veliko platno budući je samo jedna njegova knjiga dugačka kao Gospodar prstenova čije su knjige adaptirane u tri filma. Sličnog mišljenja bio je i Benioff koji je izjavio da bi bilo nemoguće pretvoriti knjige u dugometražni film zbog kompleksnosti i veličine same priče te mnogobrojnih likova koji bi za potrebe filma morali biti izbačeni. Benioff je također nadodao: "Fantastični film ovakvog ranga kojeg bi financirao neki holivudski studio gotovo sigurno bi morao dobiti neko dobno ograničenje. To znači da u njemu ne bi bilo seksa, krvi i prostačenja. Jebeš to." Martin je bio zadovoljan s prijedlogom da knjige adaptiraju u seriju koja će se emitirati na HBO-u uz izjavu da "nikada nisam niti pomišljao na išta drugo". Također je nadodao: "Znao sam da knjige ne mogu biti adaptirane od strane neke nacionalne mreže. Previše su proste, za stariju populaciju su. Količina seksa i nasilja nikad ne bi prošla na nekoj nacionalnoj televiziji."
Razvoj serije započeo je u siječnju 2007. godine. HBO je otkupio televizijska prava, dok su Benioff i Weiss postali izvršni producenti serije, a Martin ko-producent. Prvotno je planirano da sve epizode osim jedne pišu njih dvojica, a tu jednu bi napisao sam autor romana, Martin. Međutim, Jane Espenson i Bryan Cogman su kasnije unajmljeni da napišu po jednu epizodu prve sezone.
Prva i druga scenaristička verzija pilot epizode autora Benioffa i Weissa bila je završena u kolovozu 2007. odnosno u lipnju 2008. godine. Premda su se HBO-u svidjele obje verzije, snimanje pilot epizode naručeno je tek u studenom 2008. godine; pretpostavlja se da je uzrok odugovlačenju procesa odluke bio štrajk scenarista 2007./2008. Pilot epizoda naziva "Winter is Coming" (u slobodnom prijevodu Dolazi zima) snimljena je 2009. godine, ali nakon što je naišla na iznimno loše kritike tijekom prve privatne projekcije HBO je inzistirao na ponovnom dosnimavanju (oko 90 posto epizode trebalo je biti nanovo snimljeno, s drugim glumcima i nekim redateljskim izmjenama).
Produkcija pilot epizode navodno je HBO koštala od 5 do 10 milijuna dolara dok je budžet za kompletnu prvu sezonu iznosio negdje između 50 i 60 milijuna dolara. Za drugu sezonu serija je dobila povećanje budžeta od 15 posto, pogotovo zbog velike bitke prikazane u epizodi "Blackwater" (samo ta epizoda koštala je 8 milijuna dolara). Između 2012. i 2015. godine prosječni budžet po epizodi iznosio je od 6 do "najmanje" 8 milijuna dolara. Budžet šeste sezone iznosio je preko 10 milijuna dolara po epizodi, dok je cijela sezona na kraju koštala preko 100 milijuna dolara što je dosadašnji rekord za seriju.

### Dodjeljivanje uloga
Nina Gold i Robert Sterne voditelji su odjela za dodjeljivanje uloga u seriji. Glavna glumačka postava kreirana je kroz procese audicija i iščitavanja scenarija. Jedine iznimke bili su Peter Dinklage i Sean Bean koje su scenaristi željeli vidjeti u seriji od početka; upravo su njih dvojica bili prvi službeno objavljeni glumci za pilot epizodu 2009. godine. Ostali glumci koji su potpisali nastup u pilot epizodi bili su Kit Harington kao Jon Snow, Jack Gleeson kao Joffrey Baratheon, Harry Lloyd kao Viserys Targaryen i Mark Addy kao Robert Baratheon. Prema izjavama Benioffa i Weissa, glumac Addy najlakše i najbrže je dobio svoju ulogu, jer je njegova audicija bila stopostotno zadovoljavajuća. Lik Catelyn Stark trebala je glumiti Jennifer Ehle, ali je uloga na kraju pripala Michelle Fairley. Lik Daenerys Targaryen dodijeljen je Emiliji Clarke koja je zamijenila Tamzin Merchant. Ostatak glumačke postave prve sezone objavljen je u drugoj polovici 2009. godine.
Premda su se mnogi glumci iz prve sezone pojavljivali i u kasnijim sezonama, producenti su svejedno morali uvesti veliki broj novih likova u drugu sezonu. Zbog toga su Benioff i Weiss odgađali uvođenje nekoliko ključnih likova, a nekoliko su likova spojili u jedan ili su nekima od njih dali zaplete koje u knjigama pripadaju potpuno novim likovima.

### Scenaristi
U seriji Igra prijestolja tek je nekolicina scenarista u prvih šest sezona. Kreatori serije David Benioff i D. B. Weiss scenaristi su većine epizoda u svakoj sezoni.
Autor serijala "Pjesma leda i vatre" George R. R. Martin napisao je po jednu epizodu u prve četiri sezone serije. Nakon toga nije više pisao niti jednu, jer se želio posvetiti pisanju šeste knjige ("Vjetrovi zime"). Kao vanjska suradnica Jane Espenson je napisala jednu epizodu iz prve sezone.
Bryan Cogman koji je u početku bio koordinator za scenarije od pete sezone promoviran je u jednog od producenata. Cogman, koji je u prvih pet sezona napisao minimalno jednu epizodu po sezoni, bio je jedini scenarist u scenarističkoj sobi skupa s Benioffom i Weissom. Prije njegove promocije, Vanessa Taylor (scenaristica u drugoj i trećoj sezoni serije) blisko je surađivala s Benioffom i Weissom. Dave Hill pridružio se scenaristima u petoj sezoni nakon što je do tada radio kao asistent Benioffu i Weissu. Premda se Martin nikad ne nalazi u scenarističkoj sobi, on čita sadržaj scenarija svake epizode i piše komentare.
Ponekad Benioff i Weiss određene likove dodjeljuju određenim scenaristima; na primjer, Cogman je tijekom cijele četvrte sezone pisao lik Aryje Stark. Scenaristi provode nekoliko tjedana pišući sadržaje likova za cijelu sezonu unaprijed, uključujući i materijal iz knjiga koje će upotrijebiti. Nakon što su sadržaji likova gotovi, scenaristi provode dodatna dva do tri tjedna diskutirajući o individualnim pričama svakog od glavnih likova te razmještaju njihove priče po epizodama. Kada je gotov glavni scenaristički kostur sezone, pisci kreću u kreiranje scenarija za svaku pojedinu epizodu. Cogmanu je za pisanje dvaju epizoda pete sezone trebalo mjesec i pol dana. Nakon što su scenariji gotovi, Benioff i Weiss ih čitaju i rade bilješke nakon čega se scenariji prepravljaju. Svih deset epizoda svake sezone napisano je prije početka snimanja same serije, budući se serija snima na odvojenim lokacijama u različitim državama.
Benioff i Weiss svoje epizode pišu zajedno s tim da jedan od njih dvojice piše prvi dio scenarija, a drugi ga završava. Nakon što napišu prve verzije, obojica razmjene draftove, rade bilješke jedan drugome i kreću u prepravljanje.

### Raspored adaptacija
Benioff i Weiss imali su namjeru za televiziju adaptirati kompletni, premda još uvijek nezavršeni knjižveni serijal Pjesma leda i vatre. Nakon što je Igra prijestolja u svojoj šestoj sezoni radnjom prešla onu koja se odvija u knjigama, daljnji tijek serije temeljen je na sadržaju budućih knjiga koje je napisao autor Martin, te na određenim originalnim konceptima kreatora serije. U travnju 2016. godine objavljeno je da će se nakon šeste sezone snimiti još 13 epizoda: sedam epizoda u sedmoj sezoni te šest epizoda u osmoj. Kasnije istog mjeseca HBO je obnovio seriju za sedmu sezonu koja se sastoji od sedam epizoda. Do 2017. godine snimljeno je sedam sezona serije, koje su adaptirale knjigu otprilike 48 sekundi po stranici (navedeno vrijedi samo za prve tri sezone).
| Sezona         | Datum naručivanja sezone | Razdoblje snimanja sezone     | Emitiranje prve epizode | Emitiranje posljednje epizode | Adaptirane knjige | Reference                          |
| -------------- | ------------------------ | ----------------------------- | ----------------------- | ----------------------------- | --- | ---------------------------------- |
| Prva sezona    | 2. ožujka 2010.          | druga polovica 2010.          | 17. travnja 2011.       | 19. lipnja 2011.              | Igra prijestolja | [ 71 ]                             |
| Druga sezona   | 19. travnja 2011.        | druga polovica 2011.          | 1. travnja 2012.        | 3. lipnja 2012.               | Sraz kraljeva i početna poglavlja knjige Oluja mačeva                                                                                      | [ 72 ] [ 73 ]                      |
| Treća sezona   | 10. travnja 2012.        | srpanj do studeni 2012.       | 31. ožujka 2013.        | 9. lipnja 2013.               | Oko prve dvije trećine knjige Oluja mačeva                                                                                                 | [ 74 ] [ 75 ] [ 76 ]               |
| Četvrta sezona | 2. travnja 2013.         | srpanj – studeni 2013.        | 6. travnja 2014.        | 15. lipnja 2014.              | Posljednja jedna trećina knjige Oluja mačeva te neki elementi iz knjiga Gozba vrana i Ples zmajeva                                         | [ 77 ] [ 78 ]                      |
| Peta sezona    | 8. travnja 2014.         | srpanj – prosinac 2014.       | 12. travnja 2015.       | 14. lipnja 2015.              | Gozba vrana, Ples zmajeva i originalni materijal uz dodatak posljednjih poglavlja knjige Oluja mačeva te elemenata iz knjige Vjetrovi zime | [ 79 ] [ 80 ] [ 81 ] [ 82 ] [ 83 ] |
| Šesta sezona   | 8. travnja 2014.         | srpanj – prosinac 2015.       | 24. travnja 2016.       | 26. lipnja 2016.              | Originalni materijal i pisani sadržaj knjige Vjetrovi zime uz dodane elemente iz knjiga Gozba vrana i Ples zmajeva                         | [ 79 ] [ 84 ] [ 85 ] [ 86 ]        |
| Sedma sezona   | 21. travnja 2015.        | kolovoz 2016. – veljača 2017. | 16. srpnja 2017.        | 27. kolovoza 2017.            | Originalni materijal te sadržaj knjiga Vjetrovi zime i San o proljeću                                                                      | [ 67 ] [ 68 ] [ 69 ] [ 85 ] [ 87 ] |

Prve dvije knjige u kompletu su adaptirane u prve dvije sezone serije. U kasnijim sezonama kreatori su na seriju Igra prijestolja počeli gledati kao na adaptaciju kompletnog serijala "Pjesma leda i vatre", a ne kao na adaptaciju pojedinih knjiga; to im je omogućilo da ispremiješaju redoslijed određenih događaja u seriji u odnosu na knjige.

### Snimanje
Snimanje prve sezone započelo je 26. srpnja 2010. godine u Paint Hall studiju u Sjevernoj Irskoj. Scene eksterijera u Sjevernoj Irskoj snimljene su u planinama Mourne (za scene Vaes Dothraka), dvorcu Ward (Winterfell), na imanju Saintfield (šume koje okružuju Winterfell), u šumi Trollymore (scene eksterijera), u Cairncastleu (mjesto pogubljenja), u Magheramorneu (Crni zamak) i dvorcu Shane (scene turnira). Određene scene u Winterfellu iz originalne pilot epizode također su se snimale i u dvorcu Doune u Stirlingu (Škotska). Producenti su u početku razmišljali o tome da cijelu seriju snime u Škotskoj, ali su se na kraju ipak odlučili za Sjevernu Irsku zbog veće dostupnosti studija.
Scene radnjom smještene na jug tijekom prve sezone snimljene su u Malti i samo je pilot epizoda snimljena u Maroku. Grad Mdina "glumio" je Kraljev grudobran. Snimanje se također odvijalo u utvrdi Manoel (koja je "glumila" kriptu Baelor), na Azurnom oknu na otoku Gozo (scena vjenčanja Dothrakija) te u palači San Anton, utvrdi Ricasoli, utvrdi St. Angelo te samostanu St. Dominic (korišteni za scene koje se odvijaju u Crvenoj utvrdi).
Snimanje radnje koja se odvija na jugu tijekom druge sezone premješteno je iz Malte u Hrvatsku, točnije u grad Dubrovnik i njegovu okolicu koji su poslužili za scene eksterijera. Stari grad u Dubrovniku i tvrđava Lovrijenac korišteni su za scene u Kraljevom grudobranu i Crvenoj utvrdi. Otok Lokrum, samostan svetog Dominika u priobalnom gradiću Trogiru te Knežev dvor u Dubrovniku kao i kamenolom Dubac (koji se nalazi nekoliko kilometara istočno) služili su za scene čija se radnja odvija u Qarthu. Scene radnjom smještene sjeverno od Zida snimljene su tijekom mjeseca studenog 2011. godine na Islandu: na ledenjaku Vatnajökull blizu Smyrlabjörga, na ledenjaku Svínafellsjökull blizu Skaftafella te na ledenjaku Mýrdalsjökull blizu Vika na Höfðabrekkuheiðiju.
Treća sezona nastavila se snimati u Dubrovniku čije su stare zidine, tvrđava Lovrijenac i još neke lokacije u blizini grada ponovno "glumile" Kraljev grudobran i Crvenu utvrdu. Nova lokacija, Arboretum Trsteno poslužila je kao vrt obitelji Tyrell u Kraljevom grudobranu. Treća se sezona također vratila u Maroko (uključujući i grad Essaouiru) gdje su se snimale scene s Daenerys u Essosu. Snimalo se i u Dimmuborgiru te špilji Grjótagjá na Islandu. Jedna scena sa živim medvjedom snimljena je u Los Angelesu. U produkciji su za istovremeno snimanje sudjelovale tri različite ekipe na tri različite lokacije (naziva Zmaj, Vuk i Vrana), šest redateljskih timova, 257 članova glumačke postave i 703 člana snimateljske ekipe.
Četvrta se sezona također snimala u Dubrovniku, ali je uključivala i neke nove lokacije poput Dioklecijanove palače u Splitu, tvrđave Klis sjeverno od Splita, brdo Perun istočno od Splita, planinu Mosor te Bašku Vodu malo dalje prema jugu. Nacionalni park Þingvellir na Islandu korišten je za scenu bitke između Brienne i Psa. Snimanje četvrte sezone trajalo je 136 dana, a završilo 21. studenog 2013. godine. U petoj sezoni kao nova lokacija korišten je grad Sevilla u Španjolskoj koji je "glumio" Dorne. Također je snimano u Kaštel Gomilici kada Arya Stark u drugoj epizodi dolazi u Braavos, kako bi postala Nitko. Šesta sezona započela se snimati u srpnju 2015. godine, a vratila se u Španjolsku, točnije u Giornu i Peniscolu. I ova sezona snimala se u Dubrovniku.
Snimanje sedme sezone započelo je 31. kolovoza 2016. godine u studijima Titanic u Belfastu te na lokacijama na Islandu, u Sjevernoj Irskoj i Španjolskoj. U Španjolskoj se snimalo u Sevilli, Cáceresu, Almodovar del Riju, Santiponceu, Zumaiaji i Bermeou. I ova se sezona snimala u Dubrovniku koji je "glumio" Kraljev grudobran. Sedma se sezona snimala sve do veljače 2017. godine kako bi se uhvatilo vjerodostojno zimsko vrijeme na nekim europskim lokacijama.

## Kritike i nagrade
Razni mediji opisivali su da je iščekivanje početka prikazivanja serije vrlo veliko, uz mnoštvo obožavatelja koji pozorno prate svaku novu vijest vezanu za razvoj iste. Do travnja 2011. godine, mnogi zabavni mediji stavili su seriju na vrhu svojih lista "najiščekivanijih serija godine".
Većina kritika za seriju su bile vrlo pozitivne od čega su posebno hvaljene visoka produkcija, scenografija, neodoljivi likovi, a poseban je naglasak stavljen na djecu koja glume svoje uloge. Tim Gooman je u svojoj kritici za Hollywood Reporter napisao: "Već nakon nekoliko prvih minuta pilot epizode serije Igra prijestolja jasno je da se isplatilo toliko dugo čekati". Mary McNamara iz Los Angeles Timesa prozvao ju je "...odličnom serijom političkih i psiholoških intriga prepunom sjajnih likova, isprepletenu mračnim zapletima i uz dodir prave fantazije". Linda Stasi iz New York Posta dala je seriji tri i pol od četiri zvjezdice: "Scenografija, gluma i nevjerojatni setovi naprosto oduzimaju dah". Mnogi kritičari hvalili su glumca Petera Dinklagea koji u seriji glumi lika Tyriona Lannistera. Ken Tucker za Entertainment Weekly je napisao: "...ako Dinklage na dobije nominaciju za Emmy za njegovu pametnu i odrješitu ulogu Tyriona Lannistera, bit će to prava katastrofa", dok je Mary McNamara iz Los Angeles Timesa napisala: "Ako taj čovjek ne osvoji nagradu, netko bi morao ostati bez glave".
Do 3. kolovoza 2011. godine serija Igra prijestolja na popularnoj web stranici Metacritic ima ocjenu 79 od 100 temeljenu na 28 zaprimljenih kritika.
Pilot epizoda emitirana 17. travnja u SAD-u privukla je 2.2 milijuna gledatelja, a sveukupno ju je pogledalo 5.4 milijuna gledatelja kroz razna emitiranja u nedjelju i ponedjeljak navečer. U Velikoj Britaniji i Irskoj pilot epizodu u ponedjeljak, 18. travnja pogledalo je 743 tisuće ljudi. HBO je službeno objavio da su snimanje druge sezone odobrili na temelju rezultata gledanosti pilot epizode. Do emitiranja posljednje epizode prve sezone 20. lipnja, gledanost u SAD-u podigla se na 3 milijuna gledatelja.
14. srpnja 2011. godine serija Igra prijestolja nominirana je u čak 13 kategorija za prestižnu televizijsku nagradu Emmy, uključujući i nominacije u kategorijama najbolje serije (drama), najbolje glumačke ekipe i najboljeg sporednog glumca (Peter Dinklage kao Tyrion).

## Spin-off
U svibnju 2017. godine HBO je angažirao pet pisaca, Maxa Borensteina, Jane Goldman, Briana Helgelanda, Carly Wray i Bryana Cogmana, da razviju pet različitih televizijskih serija, sve smještene u isti svemir Igre prijestolja, radeći pojedinačno s autorom romana Georgeom R. R. Martinom.

### Otkazani serije

#### Empire of Ash
U srpnju 2018. otkriveno je da se prequel serija koju je razvio Max Borenstein vrti oko katastrofe Valyrije, a naslov serije je Empire of Ash. Sam Martin je u prošlosti ovu seriju nazivao prequelom koji nije smješten u Westerosu. Ideja o takvoj seriji već je vidjela prvi razvoj događaja 2016. godine, tijekom emitiranja Igre prijestolja. Serija je trebala prepričati događaje prije katastrofe u Valyriji, predstavljajući i četrdeset obitelji gospodara zmajeva, uključujući kuću Targaryen. HBO nije naručio produkciju pilot epizode za ovu seriju.

#### Bloodmoon
HBO je 8. lipnja 2018. naručio pilot epizodu serije koju je uredio Goldman, a u kojoj je sam Martin bio sukreator. Ova serija je trebala biti prequel smješten oko deset tisuća godina prije događaja u seriji Igri prijestolja. Martin je u početku predložio The Long Night kao naslov serije, ali kasnije je izabran još jedan naslov za seriju, Bloodmoon. Čini se da je S. J. Clarkson bio redatelj i izvršni producent za snimanje pilot epizode. Glumačka postava je bila Naomi Watts, Josh Whitehouse, Toby Regb, Ivanno Jeremiah, Georgie Henley, Naomi Ackie, Denise Gough, Jamie Campbell Bower, Sheila Atim, Alex Sharp, Miranda Richardson, Marquis Rodriguez, John Simm, Richard McCabe, John Heffernan i Dixie Egerickx. U rujnu 2019. godine Martin je potvrdio početak postprodukcije epizode. Mjesec kasnije HBO je objavio da nije voljna nastaviti snimati seriju.

#### The Targaryen Conquest
Serija Briana Helgelanda trebala se usredotočiti na Targaryena, međutim u intervjuu za Indian Express kreator je izrazio ozbiljne sumnje u realizaciju projekta, koji nikada nije dobio službenu narudžbu od HBO-a.

#### The Dance of the Dragons
Serija koju je uredila Carly Wray trebala se usredotočiti na građanski rat koji se dogodio nekoliko godina prije događaja u seriji Igri prijestolja a temeljio bi se na nekim spisima samog Martina, međutim projekt je kasnije napušten.

#### Flea Bottom
Spin-off Flea Bottom vrtio bi se oko najsiromašnije četvrti King's Landing, ali 2021. godine projekt je napušten. Flea Bottom smatran je labirintom uskih ulica i tamnih uličica, gdje je opstanak na ulicama težak, okruženje s jeftinim bordelima, niskim gostionicama i pivovarama.

### Serije u razvoju

#### Zmajeva Kuća
Između 2017. i 2019. godine Bryan Cogman radio je na spin-offu, da bi otkazivanje projekta najavio u travnju 2019. godine. U rujnu 2019. objavljeno je da je HBO zainteresiran za snimanje prequel serije čiji su kreatori Martin i Ryan Condal usredotočujući se na dinastiju Targaryen, nastavljajući projekt koji je Cogman već osmislio 2017. godine. Ovaj prequel, pod nazivom House of the Dragon, potvrđen je 29. listopada 2019. Serija će se sastojati od 10 epizoda i izvršni producenti su Martin, Vince Gerardis, Condal i Miguel Sapochnik. U siječnju 2020. HBO je potvrdio svoju namjeru da objavi seriju 2022. godine. U srpnju 2020. započeo je casting za seriju. U listopadu 2020. glumačkoj postavi pridružio se Paddy Considin kao Viserys Targaryen. U prosincu 2020. glumačkoj postavi pridružila se Olivia Cooke kao Alicent Hightower, Emma D'Arcy kao Rhaenyra Targaryen i Matt Smith kao Daemon Targaryen.

#### The Hedge Knight
HBO je 2021. rekao da je zainteresiran za snimanje serije temeljene na Martinovoj zbirci kratkih priča pod nazivom Tales of Dunk and Egg, smještenoj 90 godina prije događaja u seriji Igri prijestolja. Martin je 2022. potvrdio promjenu naslova u The Hedge Knight i potvrdio da će prva sezona prilagoditi prvu od tri kratke priče uključene u zbirku.

#### The Sea Snake
U ožujku 2022., Martin je potvrdio da je Bruno Heller, tvorac serije Rome, nadgledao scenarij za pilot epizodu za seriju o Corlysu Velaryonu: serija, u početku nazvana Nine Voyages, kasnije je preimenovana u The Sea Snake.

#### Ten Thousand Ships
Martin je 2022. najavio seriju Ten Thousand Ships, koja se usredotočuje na Nymeriju. Prve nacrte serije uredila je Amanda Segel.

#### Sequel oJon Snowu
Variety je 17. lipnja 2022. potvrdio da je HBO započeo predprodukciju spin-off serije Igre prijestolja s Jon Snowom u glavnoj ulozi, potvrđujući povratak Kita Haringtona kao istog lika. Serija je nastavak smješten nekoliko godina nakon događaja finala Igre prijestolja.

### Animirana serija
U ožujku 2022. godine Martin je potvrdio da će HBO i HBO Max distribuirati neke animirane serije smještene u svemiru Igre prijestolja.

#### The Golden Empire
U ožujku 2022., Martin je potvrdio snimanje animirane serije pod nazivom The Golden Empire, smještene u Yi Ti.

## Vanjske poveznice
- Službena stranica serije